# Barrera New Jersey

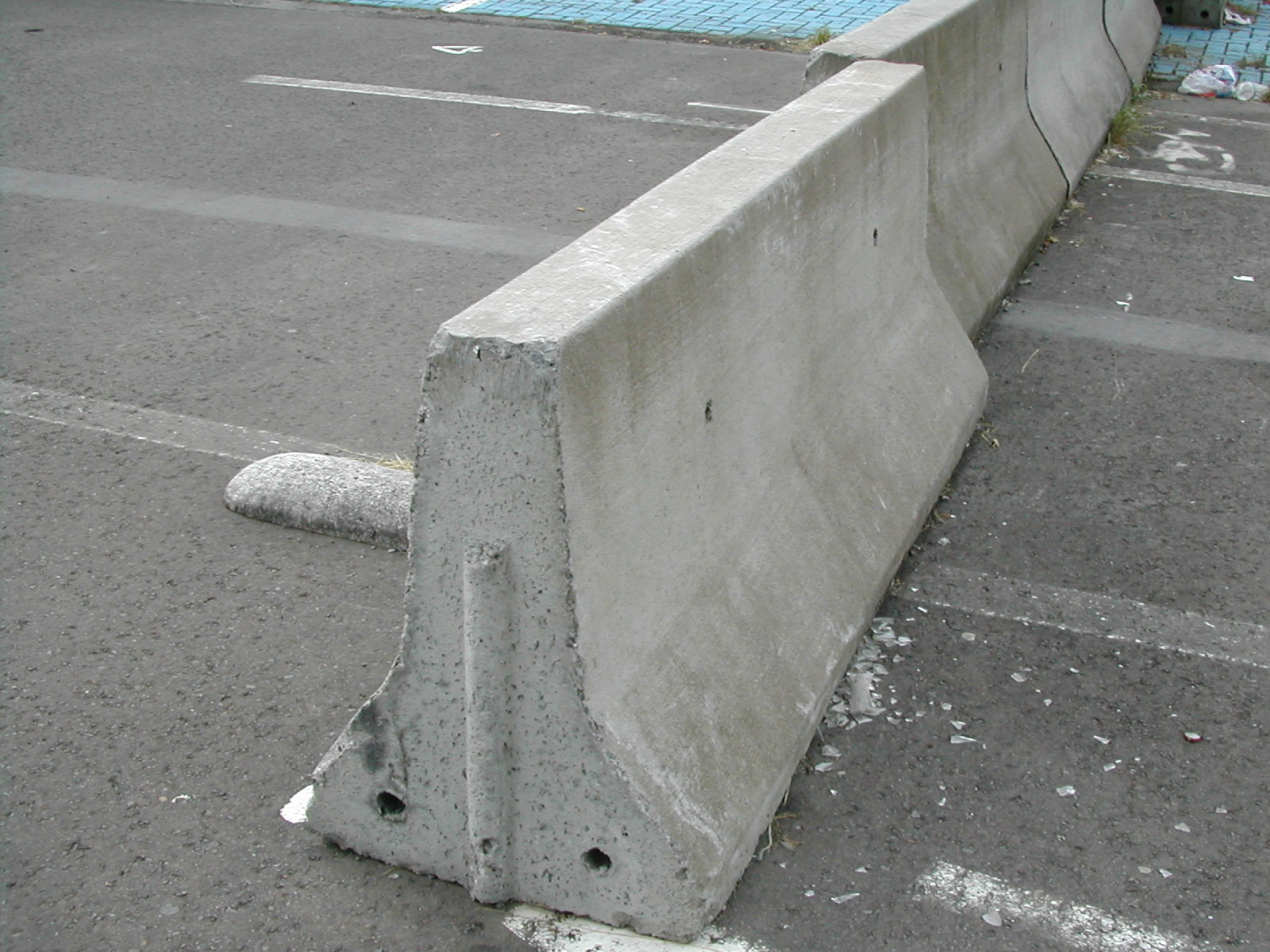
Barrera New Jersey utilizada para cortar provisionalmente el tráfico

Una barrera New Jersey (en inglés Jersey barrier) es una barrera de seguridad, generalmente en hormigón, utilizada como separador de flujos de tráfico, como protección en instalaciones militares o para delimitar provisionalmente zonas en obras.

## Características
Aunque existen algunas ligeras variantes en su diseño original, una barrera New Jersey estándar es una estructura rígida prefabricada de una o dos caras, construida de hormigón armado. Posee un ancho mínimo en su punta de  0.15 mts y un peso aproximado de 1700 kg. Su longitud es de  275 cm, su  anchura es de 63 cm y su altura es de 80 cm.
Tiene como principales ventajas una elevada resistencia al choque y la ocupación de un espacio muy pequeño. Existen igualmente barreras New Jersey móviles en material plástico, de color blanco o rojo, rellenables con agua o arena.
Estas barreras se instalaron por primera vez en la década de 1950 en la región de Nueva Jersey en los Estados Unidos, para dividir múltiples vías de una autopista, y de ahí proviene su nombre.
Se incorporaron en España sobre el año 2001 para la protección en autovías y autopistas, estas son de hormigón armado macizo, con unas características de evacuación de agua de la calzada y anclaje al suelo. A partir de 2020, coincidiendo con la epidemia por SARS-CoV2, son utilizados en la ciudad de Barcelona (España) para proteger las terrazas de bares y restaurantes ampliadas a la calzada durante la pandemia.

## Galería

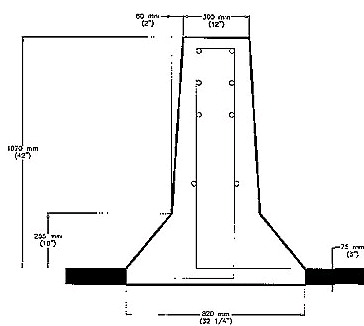
Sección tipo de una barrera New Jersey
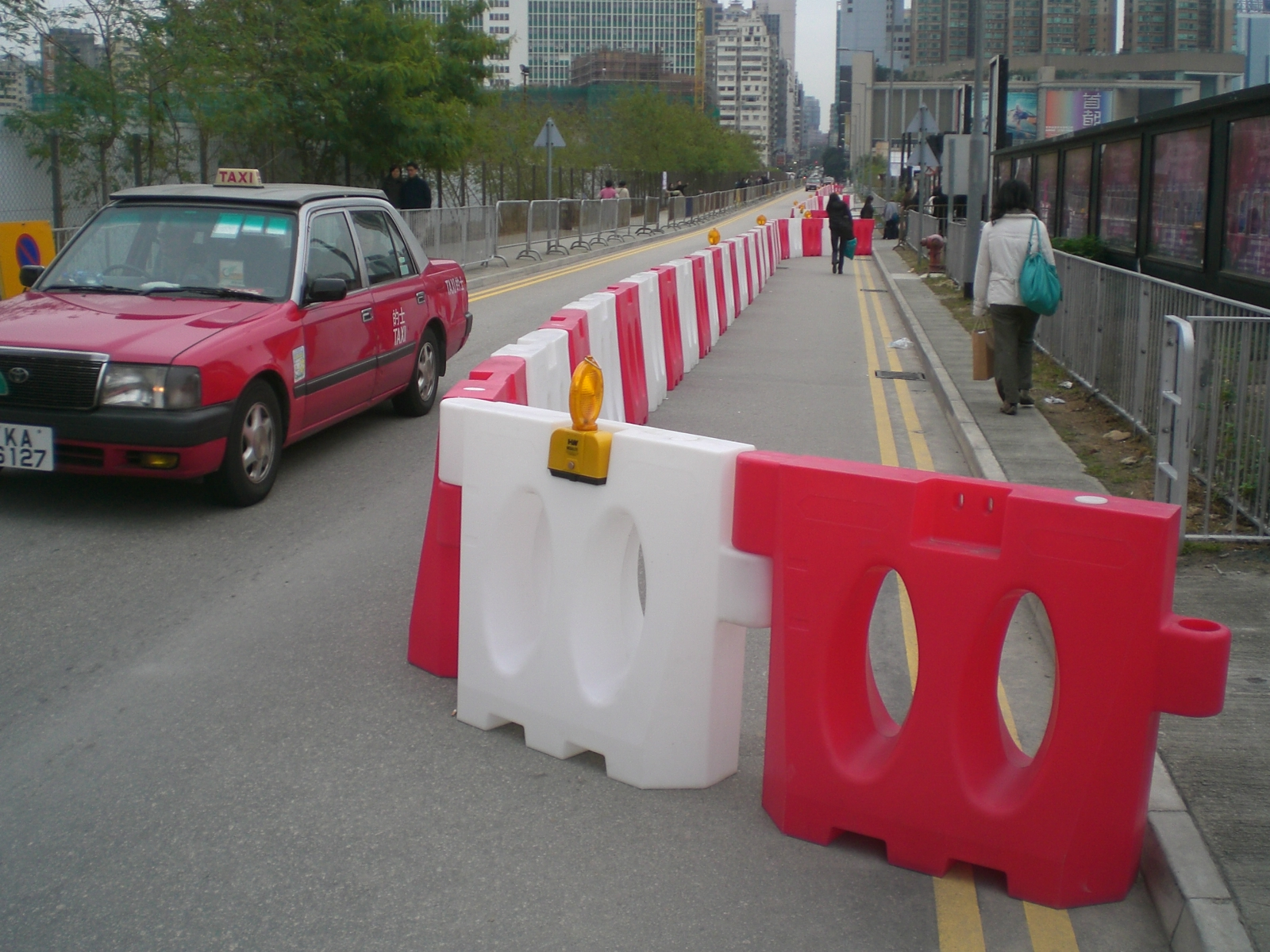
Jerseys de plástico para separación de vias
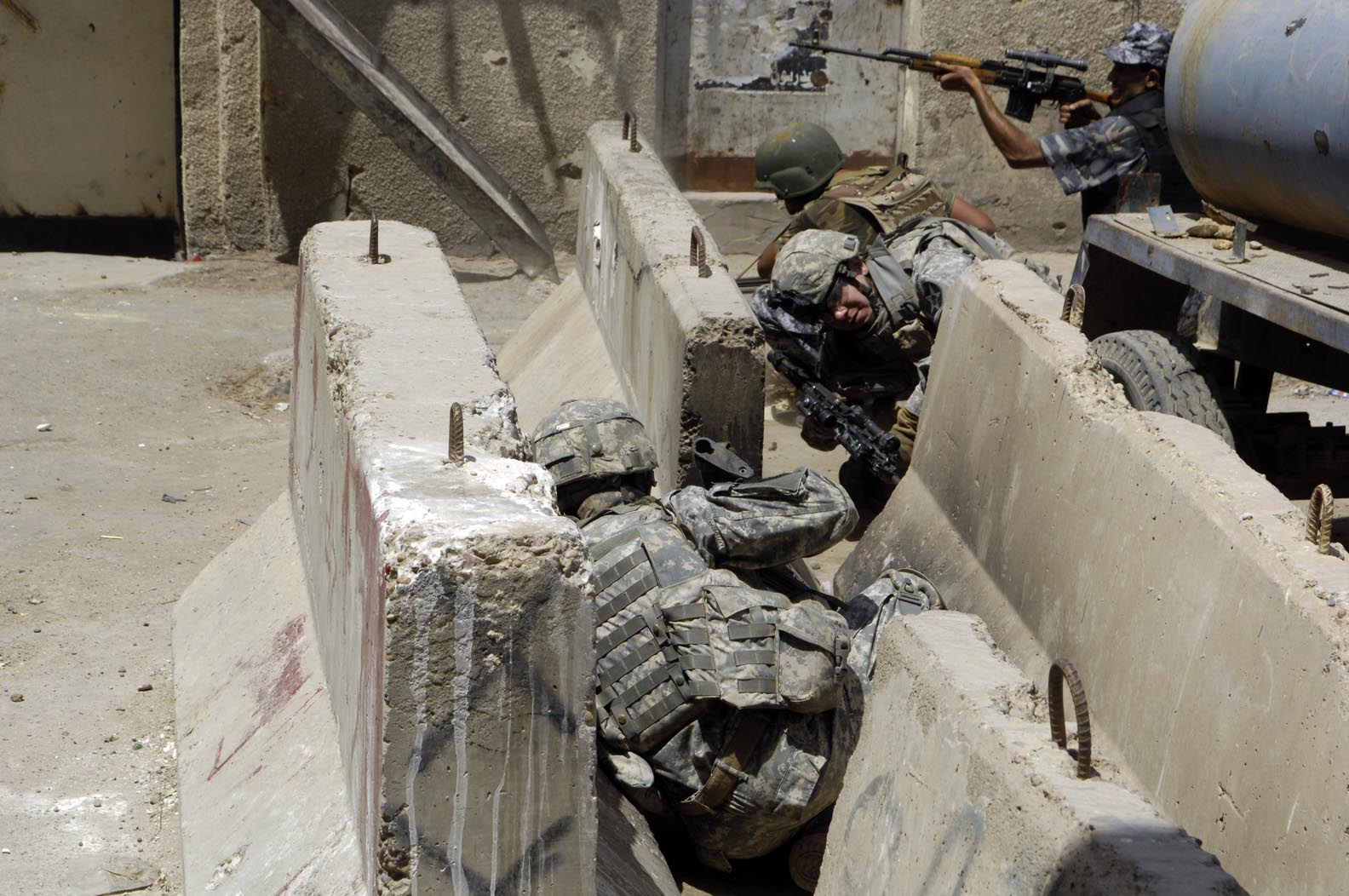
Soldados protegiéndose con Jerseys